# Radio Trafic FM
Radio Trafic FM était une station de radio privée créée par Autoroutes du sud de la France (Vinci Autoroutes) en août 1995. Issue de la fusion de Radio Trafic et de Trafic Fm en 2004, elle avait la particularité de n'être émise que le long des autoroutes et sur une seule fréquence (107,7 MHz FM), grâce à l'emploi d'un réseau isofréquence synchrone.
Radio Trafic FM émettait sur les axes de la moitié sud du pays, au sud d'une ligne Angers, Clermont-Ferrand, Lyon, sur 3124 kilomètres d'autoroutes couverts. Cette zone de diffusion en fait la radio autoroutière la plus importante d'Europe. Elle disparait le 8 avril 2011, comme sa consœur Autoroute FM pour devenir Radio Vinci Autoroutes Sud. Vinci explique ce changement de nom pour donner plus de visibilité à sa marque.

## Identité de la station

### Studios
Depuis la fusion entre Radio Trafic et Trafic FM, la station dispose de deux studios distincts. Un pour le réseau ASF et l'autre pour le réseau ESCOTA. Le studio ASF est situé au Pontet dans le Vaucluse sur l'autoroute A7, et à Mandelieu-la-Napoule, au siège opérationnel de ESCOTA.

### Financement
Cette station est une société par actions simplifiée, filiale de Autoroutes du sud de la France.

## Programmation
Essentiellement composé d'info trafic à heure précise (H+ 0, H+ 15, H+ 30, H+ 45) et de décrochages à tout moment quand il y a des incidents sur le trafic. Un programme musical varié, un flash info une fois par heure. Outre l'info trafic, Radio Trafic FM propose de l'info service sous forme de reportages liés à la sécurité routière, l'actualité de la route et des conducteurs et le tourisme (en partenariat avec les départements et régions traversés par l'autoroute).
Radio Trafic FM utilisait les informations de l'AFP Audio. Depuis juillet 2007, un partenariat est réalisé avec Autoroute FM. La station diffuse les flash infos réalisés par les journalistes d'Autoroute FM depuis le studio de Sèvres dans les Hauts-de-Seine.

## Zone de Couverture
Radio Trafic FM couvrait l'intégralité des 3124 kilomètres des réseaux autoroutiers ASF et ESCOTA.
Couverture ASF : A7, A8, A9, A10, A20, A46, A54, A61, A62 A63, A64, A66, A68, A72, A75, A83, A87, A89, A641, A645, A680, A710, A711, A837, RN20 Tunnel du Puymorens.
Couverture ESCOTA : A8, A50, A51, A52, A57, A500, A501, A520.

## Études et Sondages
La dernière étude de Médiamétrie place Radio Trafic FM devant toutes les autres radios sur sa zone d'émission.
|                                | Part        | Progression     |
| Une audience en hausse         | 47 %        | + 6 % (44,3 %)  |
| Une durée d’écoute plus longue | 129 minutes | + 10 minutes    |
| Quart d’heure moyen            | 5,3 %       | + 23 % (4,3 %)  |
| Part d’audience                | 52 %        | + 32 % (39,5 %) |